# Чугаев, Лев Александрович
Лев Алекса́ндрович Чуга́ев (4 [16] октября 1873, Москва — 23 сентября 1922, Грязовец) — русский и советский химик, биохимик.

## Биография
Родился 4 (16) октября 1873 года в Москве в семье преподавателя физики в учительской семинарии Военного ведомства Александра Фомича Чугаева и Анны Дмитриевны Глики. Единоутробный брат другого выдающегося химика — Владимира Николаевича Ипатьева. Мать умерла рано и братья воспитывались отцом; с детства они было обучены французскому, немецкому и английскому языкам.
В 1889 году окончил Московский кадетский корпус 4-й гимназии. Чтобы получить гимназический аттестат зрелости, необходимый для поступления в Московский университет, в 1890 году поступил в выпускной 8-й класс 4-й Московской гимназии. Затем учился на естественном отделении физико-математического факультета Московского университета (1891—1895), окончив его с дипломом 1-й степени. Научную работу начал в студенческие годы под руководством профессора Н. Д. Зелинского, в соавторстве с которым опубликовал в немецком журнале свою первую научную статью. После окончания Московского университета был оставлен при нём для подготовки к профессорскому званию и по рекомендации Зелинского был принят в Бактериологический институт университета помощником прозектора. Работая в институте до 1904 года, он создал в нём хорошо оборудованную химическую лабораторию, им были подготовлены и опубликованы десятки научных трудов.
В ноябре 1900 года был принят в число приват-доцентов Московского университета. В 1903 году защитил в Московском университете магистерскую диссертацию «Исследования в области терпенов и камфары»; в сентябре 1906 года был назначен адъюнкт-профессором по кафедре органической и неорганической химии и заведующим лабораторией органической химии в Императорском Московском техническом училище. Здесь он резко изменил сферу своих научных исследований и к в 1906 году защитил докторскую диссертацию «Исследования в области комплексных соединений».
В 1908 году переехал в Санкт-Петербург. Начал преподавать в Петербургском университете, сначала экстраординарным профессором, а с марта 1911 года в качестве ординарного профессора, заведующего кафедрой неорганической химии. Одновременно, с 1909 года он был профессором в Петербургском технологическом институте. Исследования соединений металлов платиновой группы привели к тому, что он стал основателем и директором (с 1918 года) Института по изучению платины и других благородных металлов (в 1934 году он вошёл в состав Института общей и неорганической химии).
Скончался в Грязовце Вологодской губернии, направляясь на отдых в Павло-Обнорский монастырь; заболел брюшным тифом и умер 23 сентября 1922 года.

## Работы
Первые работы посвящены бактериологии и биохимии: открыл чувствительную реакцию на обычную кишечную палочку, отличающую её от бактерий брюшного тифа. В области органической химии Чугаев исследовал ряд терпенов, камфору; разработал «ксантогеновый» метод синтеза непредельных углеводородов (см. реакция Чугаева). Разработал метод определения подвижных атомов водорода в органических соединениях, так называемый метод Чугаева — Церевитинова. Открыл (1911) новый тип аномальной вращательной дисперсии, обусловленной наличием в молекуле органического соединения 2 асимметрических центров. Чугаев внёс большой вклад в химию комплексных соединений: установил, что наиболее устойчивые из них содержат во внутренней сфере 5- или 6-членные циклы (правило циклов Чугаева); в 1915 году (за 50 лет до Э. О. Фишера) получил первый карбеновый металлоорганический комплекс, правильная структура которого была раскрыта только в 70-х годах XX века, впервые синтезировал (1920) предсказанные теорией пентамминовые соединения 4-валентной платины [Pt(NH3)5Cl]X3, где X — одновалентный анион (соли Чугаева); открыл (1915) превращение комплексных аминосоединений в соответствующие амидосоединения. Для аналитической химии важно открытие Чугаевым чувствительной реакции на никель с диметилглиоксимом (1905) и на осмий с тиомочевиной (1918 год). Создатель научной школы в области комплексных соединений. В 1927 году награждён премией имени В. И. Ленина (посмертно).

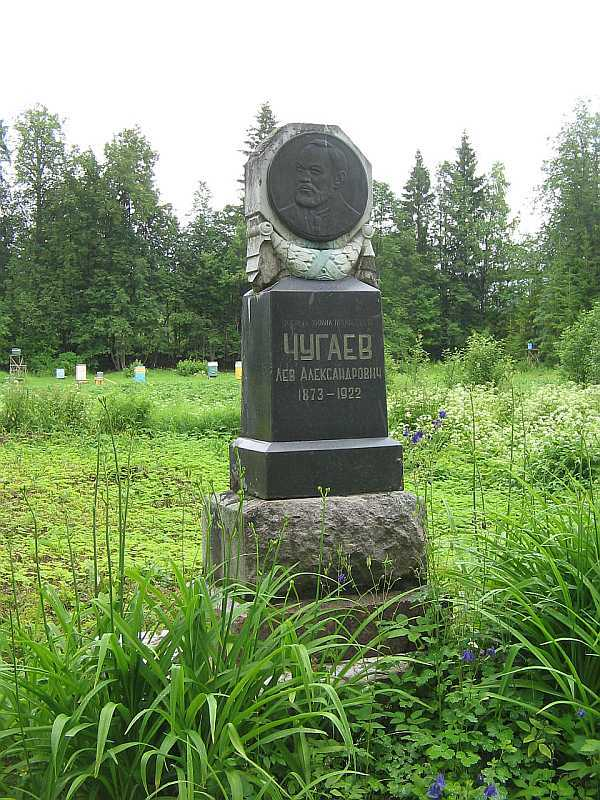
Могила Л. А. Чугаева на бывшем кладбище Павло-Обнорского монастыря

## Памяти Л. А. Чугаева
- АН СССР в 1969 году учредила премию имени Л. А. Чугаева; Российская академия наук с 1994 года присуждает её «за выдающиеся работы в области химии комплексных соединений»[6].
- С периодичностью в 2—3 года проводится Международная Чугаевская конференция по координационной химии. XXIV конференция состоялась в Санкт-Петербурге с 15 по 19 июня 2009 года[7], XXV — в Суздале с 6 по 11 июня 2011 года[8].
- К 100-летию со дня рождения Л. А. Чугаева, 30 мая 1973 года, в СССР был выпущен художественный маркированный конверт с его портретом, работы художника А. Калашникова (номер по каталогу «Филателии СССР» — 3133[9], номер по другому каталогу — 8931[10]).